# Gora Goncharova
Gora Goncharova (englische Transkription von russisch Гора Гончарова Gora Gontscharowa) ist ein Nunatak im ostantarktischen Königin-Maud-Land. Er ragt südöstlich des Mefjell im Gebirge Sør Rondane auf.
Russische Wissenschaftler benannten ihn. Der weitere Benennungshintergrund ist nicht überliefert.